# R.B. Seymour Sewell
Robert Beresford Seymour Sewell (5 mars 1880 - 11 février 1964) est un médecin militaire britannique qui fait partie du service médical indien et sert comme chirurgien naturaliste dans les enquêtes marines, spécialisé sur la taxonomie de copépodes, et est rédacteur en chef de The Fauna of British India, Including Ceylon and Burma 1933-1963,.

## Biographie
Sewell est né en 1880 à Leamington, Warwickshire. Il est le fils du révérend Arthur Sewell et de Mary Lee Waring. Son grand-père Robert Burleigh Sewell (1810–1872), a un certain nombre de frères et sœurs notables, dont Richard Clarke Sewell (en) (1803–1864), William Sewell (en) (1804–1874), Henry Sewell (1807–1879), James Edwards Sewell (en) (1810–1903) et Elizabeth Missing Sewell (en) (1815–1906). Il passe six mois sous la direction de Raphael Weldon à l'University College de Londres avant de rejoindre Cambridge (Christ's College) et en 1905, le St Bartholomew's Hospital de Londres. Il obtient un BA (Hons) de Cambridge en 1902 et se qualifie MRCS & LRCP en 1907.
Il entre dans le service médical indien en tant que lieutenant le 1er février 1908 et est promu capitaine le 1er février 1911. Ses premiers postes sont comme médecin au sein des 67e et 84e régiments punjabi puis officier du paludisme dans la brigade de Sialkote. Il sert pendant la Première Guerre mondiale en Mésopotamie et est mentionné dans les dépêches de la London Gazette du 6 juillet 1917. Il est promu major le 1er août 1919 et lieutenant-colonel le 1er août 1927. Il est également professeur à la faculté de médecine de Calcutta (1911-1913) et, de 1910 à 1925, occupe le poste de chirurgien naturaliste lors des relevés marins à bord du RIMS Investigator. À partir de 1925, il est directeur du Zoological Survey of India du 17 juillet 1925 à sa retraite. Il travaille sur des poissons qui pourraient aider à contrôler le paludisme avec BL Chaudhuri. Il prend sa retraite du service médical indien en 1933 et est nommé CIE. Il est également nommé chef de l'expédition John Murray dans l'océan Indien.
Il épouse Dorothy Dean (décédée en 1931) en 1914. Ils ont deux filles, l'une devenue infirmière et l'autre spécialiste de la littérature anglaise. Il est franc-maçon, ayant été initié en 1912 à la Loge Concordia à Calcutta.